# Joyson Electronics
Ningbo Joyson Electronic Corporation (Joyson Electronics) — крупный китайский производитель электроники и других комплектующих для автомобильной промышленности (входит в 50 крупнейших производителей автокомплектующих мира). Компания основана в 2004 году, штаб-квартира расположена в Нинбо (провинция Чжэцзян), имеет более 70 заводов и научно-исследовательских центров в 30 странах мира, на которых занято более 43 тыс. сотрудников.  

## История
Компания Joyson Electronics была основана китайским бизнесменом Джеффом Ваном (Ван Цзяньфэн) в 2004 году в городе Нинбо (Чжэцзян) как Ningbo Joyson Company. Изначально она выпускала воздухозаборники для двигателей и системы вентиляции, которые с 2006 года поставляла Volkswagen, General Motors и Ford. В 2010 году Joyson Electronics и германская компания Preh учредили в Китае совместное предприятие Ningbo Preh Joyson Automotive Electronics.
В июне 2011 года Joyson Electronics приобрела у группы Deutsche Beteiligungs (DBAG) немецкого производителя электроники Preh, а в декабре 2011 года вышла на Шанхайскую фондовую биржу. В 2015 году Joyson Electronics приобрела немецкого производителя комплектующих для двигателей и внутренней отделки QUIN GmbH (компания была основана в 2003 году в результате слияния германских компаний Rössler & Weissenberger и Grossmann). В феврале 2016 года Joyson Electronics и Preh приобрели немецкого производителя автомобильных комплектующих TechniSat Digital.
В июне 2016 года Joyson Electronics приобрела американскую компанию Key Safety Systems (KSS). В апреле 2018 года Joyson Electronics и гонконгская инвестиционная компания Pacific Alliance Group (PAG) приобрели активы обанкротившейся японской Takata Corporation, которые вскоре были объединены с активами KSS в новую компанию Joyson Safety Systems.
В марте 2019 года компании QUIN и Joyson Automotive слились в единую компанию Joyson QUIN Automotive Systems.

## Продукция
- Электронные и электротехнические комплектующие автомобиля (микросхемы, датчики, панели контроля движения, панели развлекательно-информационных систем, системы автономного вождения и парковки, системы ночного вождения, навигационные системы, системы климат-контроля, системы экстренного торможения, антиугонные системы, системы управления аккумуляторными батареями, дисплеи и аудиосистемы, джойстики и ручки управления, переключатели на руле)
- Программное обеспечение, приложения для отслеживания трафика и погодных условий, облачные услуги
- Системы рулевого управления
- Сиденья
- Детские кресла
- Ремни безопасности
- Подушки безопасности
- Антиударные каркасы
- Противопожарные системы
- Промышленные роботы

Основными покупателями продукции Joyson Electronics являются компании SAIC Volkswagen, BMW, Mercedes-Benz Group, Volkswagen, Audi, Porsche, Groupe PSA, General Motors, Ford и Tesla.

## Структура

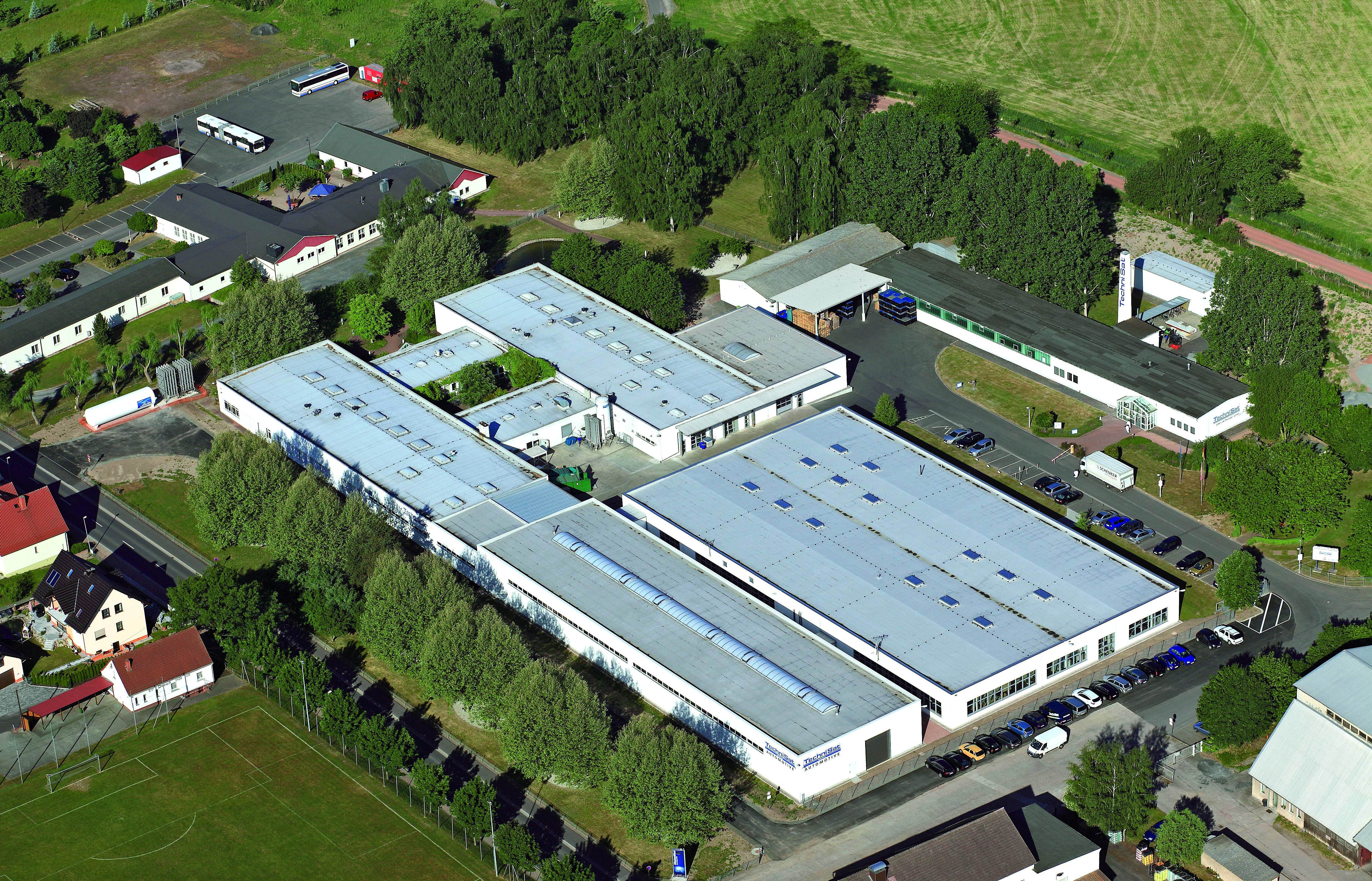
Завод Preh TechniSat в Диппахе

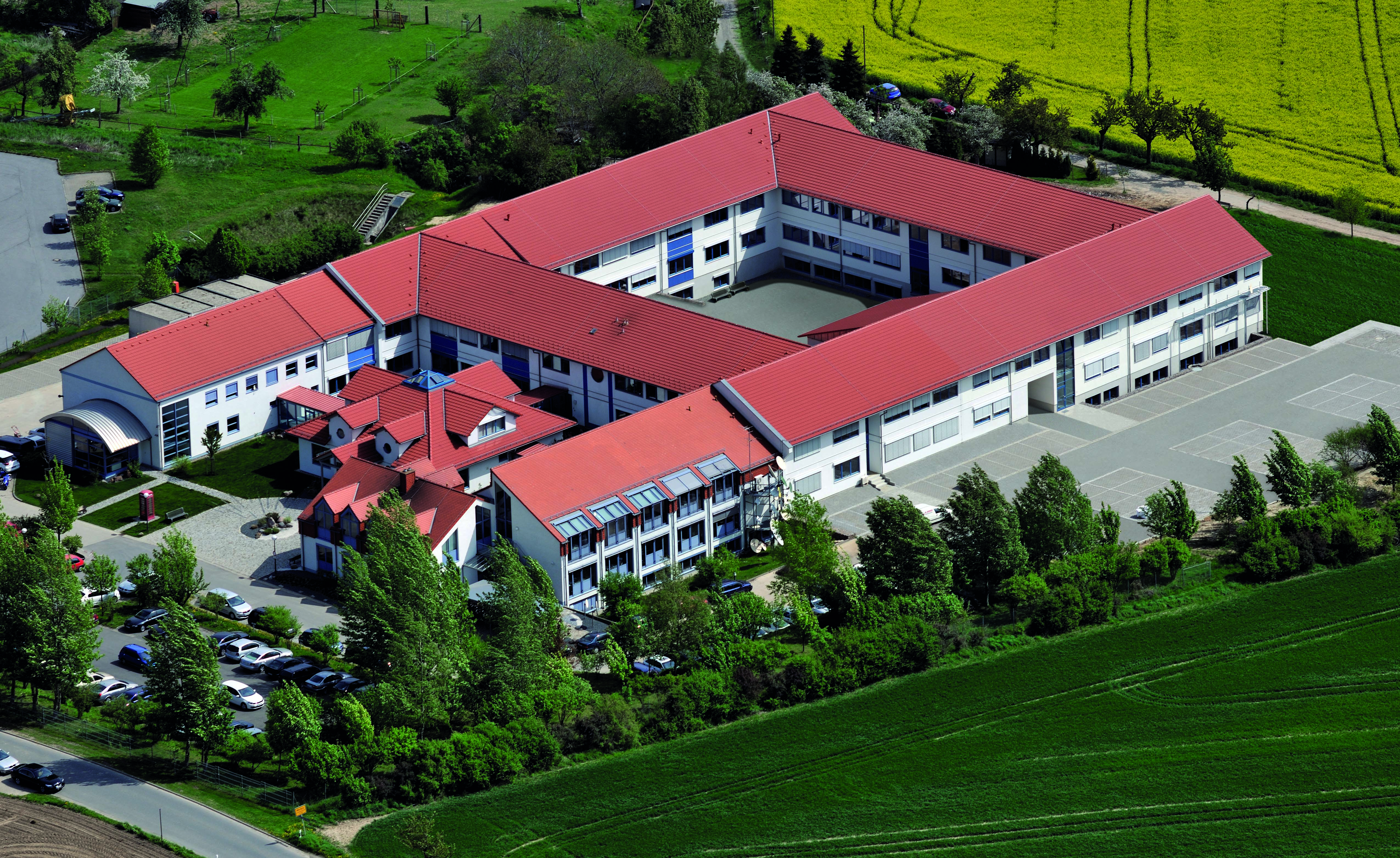
Завод Preh TechniSat в Дрездене

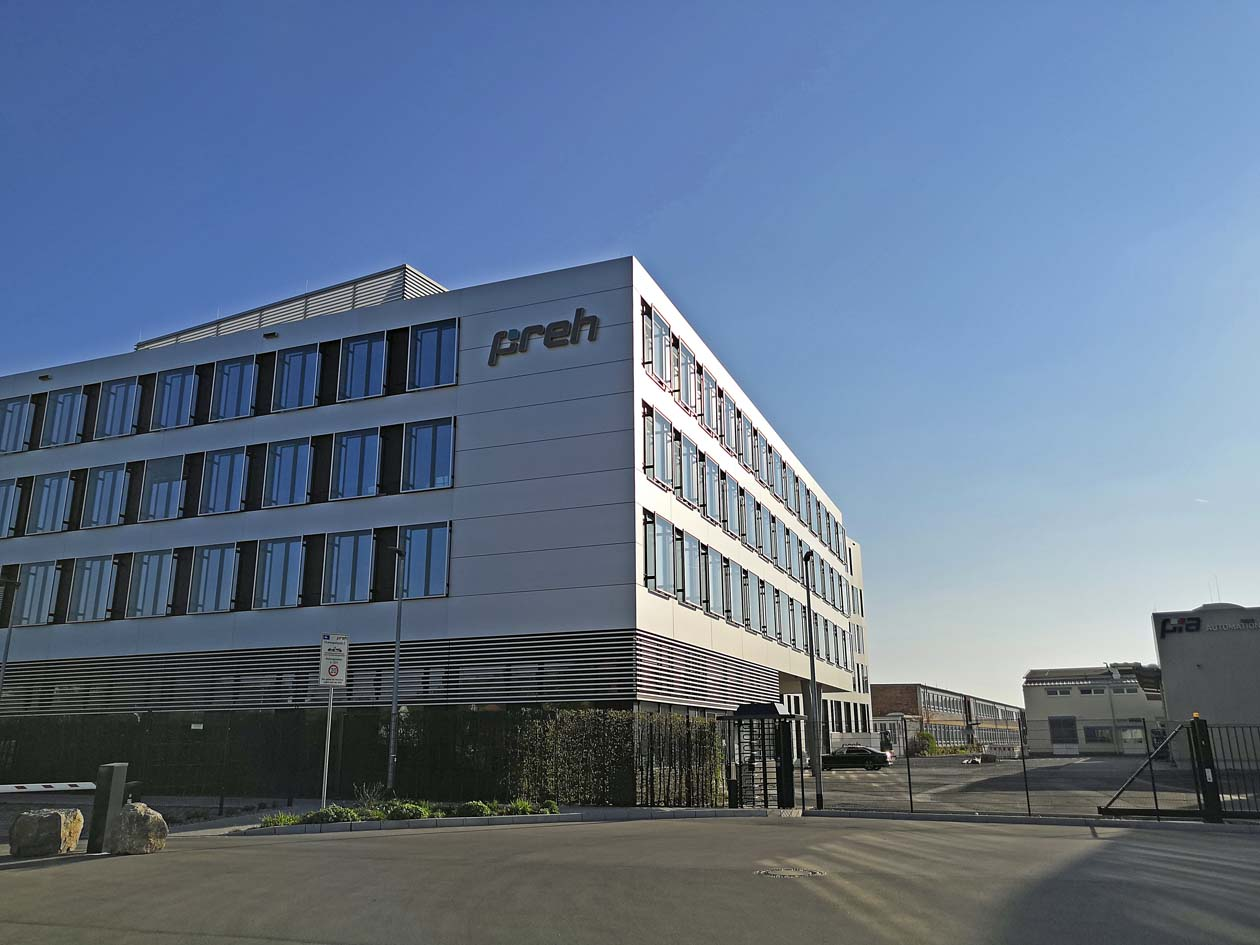
Завод Preh в Бад-Нойштадт-ан-дер-Зале

### Дочерние компании
- Joyson Safety Systems (Оберн-Хилс)[14]
- Preh (Бад-Нойштадт-ан-дер-Зале)[15]
  - Preh Car Connect (Дрезден)
  - Innoventis (Вюрцбург)
  - Preh IMA Automation
  - EVANA Automation
- Joyson QUIN Automotive Systems (Рутесхайм)
- JoyNext Technology (Нинбо)[16]
- Wuhan Joyson Auto Parts (Ухань)
- Changchun Joyson Electronic Auto Parts (Чанчунь)
- Ningbo Chancheng Joyson New Energy Science & Technology (Нинбо)
- Ningbo Joyson Preh Intelligent Car Networking (Нинбо)
- Ningbo Joyson Science & Technology (Нинбо)
- Ningbo Shengxin Electronic Science & Technology (Нинбо)

### Промышленные предприятия
Заводы Joyson Electronics, Preh и Joyson QUIN Automotive Systems расположены в Германии, Швеции, Португалии, Польше, Румынии, США, Мексике и Китае.
Заводы Joyson Safety Systems расположены в США, Мексике, Бразилии, Уругвае, Китае, Южной Корее, Японии, на Филиппинах, в Таиланде, Малайзии, Индонезии, Индии, Германии, Франции, Италии, Великобритании, Чехии, Венгрии, Польше, Румынии, Северной Македонии, России, Марокко и ЮАР.
В Китае основными промышленными базами Joyson Electronics и Joyson Safety Systems являются города Нинбо, Хучжоу, Шанхай, Тяньцзинь, Чанчунь, Ухань, Цзинчжоу и Чэнду.

### Исследовательские центры
Научно-исследовательские центры Joyson Safety Systems расположены в Оберн-Хилс (США), Токио (Япония), Ашаффенбурге (Германия), Араде (Румыния) и Шанхае (Китай).
Научно-исследовательские центры Joyson QUIN Automotive Systems расположены в Трое (США), Рутесхайме (Германия) и Нинбо (Китай). Научно-исследовательские центры JoyNext расположены в Нинбо и Дрездене (Германия). Научно-исследовательское подразделение Joyson Advanced Energy занимается разработкой технологий для электромобилей.